# Llista de monuments del Baix Penedès
Llista de monuments del Baix Penedès inclosos en l'Inventari del Patrimoni Arquitectònic de Catalunya tant els inscrits en el Registre de Béns Culturals d'Interès Nacional (BCIN) amb la classificació de monuments històrics; com els Béns Culturals d'Interès Local (BCIL) de caràcter arquitectònic.

## Albinyana
| Monument                                       | Protecció   | Estil/època                    | Localització                                   | Coordenades                                          | Codi?         | Imatge |
| ---------------------------------------------- | ----------- | ------------------------------ | ---------------------------------------------- | ---------------------------------------------------- | ------------- | --- |
| Castell d'Albinyana, o Castell de l'Esquernosa | BCIN 747-MH |                                | Albinyana Al costat de l'ermita de Sant Antoni | 41° 14′ 29″ N, 1° 28′ 32″ E / 41.241310°N,1.475510°E | RI-51-0006549 | Castell d'Albinyana · Vegeu més fotos d'aquest monument · Carregueu una nova foto d'aquest monument                                     |
| Nucli d'Albinyana                              | BCIL 2004   | Obra popular XI, XVIII-XX      | Albinyana Voltant de l'església i plaça Major  | 41° 14′ 45″ N, 1° 29′ 11″ E / 41.245896°N,1.486394°E | IPA-5166      | Carregueu una nova foto d'aquest monument                                                                                               |
| Església parroquial del Sagrat Cor de Jesús    | BCIL 2004   | Obra popular XIX               | Albinyana C. de l'Església, les Peces          | 41° 15′ 17″ N, 1° 30′ 02″ E / 41.25474°N,1.50064°E   | IPA-5168      | Església parroquial del Sagrat Cor de Jesús (Albinyana) · Vegeu més fotos d'aquest monument · Carregueu una nova foto d'aquest monument |
| Cal Miró                                       | BCIL 2004   | Obra popular                   | Albinyana C. Major, 11, les Peces              | 41° 15′ 16″ N, 1° 30′ 00″ E / 41.25431°N,1.49992°E   | IPA-5169      | Cal Miró (Albinyana) · Vegeu més fotos d'aquest monument · Carregueu una nova foto d'aquest monument                                    |
| Església parroquial de Sant Bartomeu           | BCIL 2004   | Romànic, barroc XII-XVIII, XIX | Albinyana Pl. Vella                            | 41° 14′ 46″ N, 1° 29′ 11″ E / 41.24607°N,1.48638°E   | IPA-5170      | Església parroquial de Sant Bartomeu (Albinyana) · Vegeu més fotos d'aquest monument · Carregueu una nova foto d'aquest monument        |
| Ermita de Sant Antoni                          | BCIL 2004   | Obra popular                   | Albinyana Al cim de la Serra del Quadrell      | 41° 14′ 31″ N, 1° 28′ 34″ E / 41.24191°N,1.47621°E   | IPA-5171      | Ermita de Sant Antoni (Albinyana) · Vegeu més fotos d'aquest monument · Carregueu una nova foto d'aquest monument                       |
| Cal Mata                                       | BCIL 2004   | Obra popular                   | Albinyana                                      | 41° 14′ 59″ N, 1° 30′ 56″ E / 41.24973°N,1.51557°E   | IPA-5172      | Cal Mata (Albinyana) · Vegeu més fotos d'aquest monument · Carregueu una nova foto d'aquest monument                                    |
| Molí del Perot                                 | BCIL 2004   |                                | Albinyana Nucli de Bonaterra                   | 41° 14′ 52″ N, 1° 31′ 45″ E / 41.247650°N,1.529191°E | IPA-5174      | Carregueu una nova foto d'aquest monument                                                                                               |
| Cal Gener                                      | BCIL 2004   | Obra popular XV-XVI, XVIII     | Albinyana C. de la Plaça, 3, les Peces         | 41° 15′ 15″ N, 1° 29′ 59″ E / 41.25416°N,1.49974°E   | IPA-5175      | Cal Gener (Albinyana) · Vegeu més fotos d'aquest monument · Carregueu una nova foto d'aquest monument                                   |
| Cal Pau Magí                                   | BCIL 2004   | Obra popular                   | Albinyana Pl. Major, 3                         | 41° 14′ 45″ N, 1° 29′ 10″ E / 41.24575°N,1.48617°E   | IPA-5177      | Cal Pau Magí (Albinyana) · Vegeu més fotos d'aquest monument · Carregueu una nova foto d'aquest monument                                |
| Ca l'Escarrà                                   |             | Obra popular                   | Albinyana C. Major, 7                          | 41° 14′ 45″ N, 1° 29′ 13″ E / 41.24581°N,1.487°E     | IPA-5178      | Carregueu una nova foto d'aquest monument                                                                                               |

## L'Arboç
Vegeu la llista de monuments de l'Arboç

## Banyeres del Penedès
| Monument                                        | Protecció   | Estil/època                              | Localització                                                               | Coordenades                                          | Codi?         | Imatge |
| ----------------------------------------------- | ----------- | ---------------------------------------- | -------------------------------------------------------------------------- | ---------------------------------------------------- | ------------- | --- |
| Castell de Banyeres, o la Guàrdia de Banyeres   | BCIN 505-MH | Romànic XIII-XIV                         | Banyeres del Penedès Turó del Castell                                      | 41° 16′ 52″ N, 1° 34′ 43″ E / 41.281242°N,1.5786°E   | RI-51-0006581 | Castell de Banyeres (Banyeres del Penedès) · Vegeu més fotos d'aquest monument · Carregueu una nova foto d'aquest monument                             |
| La Casa Murada                                  | BCIN 506-MH | Gòtic tardà, obra popular Medieval       | Banyeres del Penedès                                                       | 41° 16′ 26″ N, 1° 31′ 43″ E / 41.273828°N,1.5286°E   | RI-51-0006582 | La Casa Murada (Banyeres del Penedès) · Vegeu més fotos d'aquest monument · Carregueu una nova foto d'aquest monument                                  |
| Casa dels masovers de Cal Ventosa               |             | Obra popular XX Inici                    | Banyeres del Penedès Camí de Llorenç, 18                                   | 41° 16′ 51″ N, 1° 34′ 44″ E / 41.2808°N,1.57878°E    | IPA-5262      | Carregueu una nova foto d'aquest monument |
| Casa Rectoral                                   |             | Obra popular, gòtic-renaixement XVI-XVII | Banyeres del Penedès Pl. de l'Om                                           | 41° 16′ 49″ N, 1° 34′ 50″ E / 41.28025°N,1.58044°E   | IPA-5264      | Casa Rectoral (Banyeres del Penedès) · Vegeu més fotos d'aquest monument · Carregueu una nova foto d'aquest monument                                   |
| Cal Figueres                                    |             | Obra popular XVIII                       | Banyeres del Penedès Pl. de l'Om - c. Major, 1                             | 41° 16′ 50″ N, 1° 34′ 47″ E / 41.28045°N,1.57962°E   | IPA-5265      | Cal Figueres (Banyeres del Penedès) · Vegeu més fotos d'aquest monument · Carregueu una nova foto d'aquest monument                                    |
| Cal Torres                                      |             | Eclecticisme XX Inici                    | Banyeres del Penedès C. Major, 3-7                                         | 41° 16′ 50″ N, 1° 34′ 46″ E / 41.28051°N,1.57941°E   | IPA-5266      | Cal Torres (Banyeres del Penedès) · Vegeu més fotos d'aquest monument · Carregueu una nova foto d'aquest monument                                      |
| L'antic Hostal                                  |             | Obra popular XVII-XVIII                  | Banyeres del Penedès C. Major, 12                                          | 41° 16′ 51″ N, 1° 34′ 45″ E / 41.2809°N,1.57921°E    | IPA-5267      | L'antic Hostal (Banyeres del Penedès) · Vegeu més fotos d'aquest monument · Carregueu una nova foto d'aquest monument                                  |
| Cal Ventosa, o Cal Bofill                       |             | Noucentisme XX (1920)                    | Banyeres del Penedès Camí de Llorenç - c. Major                            | 41° 16′ 51″ N, 1° 34′ 44″ E / 41.28085°N,1.5789°E    | IPA-5268      | Cal Ventosa (Banyeres del Penedès) · Vegeu més fotos d'aquest monument · Carregueu una nova foto d'aquest monument                                     |
| Cellers de Cal Ventosa                          |             | Obra popular, noucentisme XX (1915)      | Banyeres del Penedès Camí de Llorenç                                       | 41° 16′ 51″ N, 1° 34′ 44″ E / 41.280711°N,1.578806°E | IPA-5269      | Carregueu una nova foto d'aquest monument |
| Cal Núvol                                       |             | Eclecticisme XIX-XX                      | Banyeres del Penedès Pl. de l'Ajuntament, 2                                | 41° 16′ 45″ N, 1° 34′ 52″ E / 41.27924°N,1.58106°E   | IPA-5270      | Cal Núvol (Banyeres del Penedès) · Vegeu més fotos d'aquest monument · Carregueu una nova foto d'aquest monument                                       |
| Església parroquial de Santa Eulàlia            |             | Gòtic XIV-XV, XVI-XVII                   | Banyeres del Penedès Pl. de l'Om                                           | 41° 16′ 48″ N, 1° 34′ 50″ E / 41.28012°N,1.5805°E    | IPA-5271      | Església parroquial de Santa Eulàlia (Banyeres del Penedès) · Vegeu més fotos d'aquest monument · Carregueu una nova foto d'aquest monument            |
| Cal Pere Forner, o Cal Quim                     |             | Modernisme XX                            | Banyeres del Penedès Pl. de l'Ajuntament, 4                                | 41° 16′ 45″ N, 1° 34′ 51″ E / 41.27928°N,1.58071°E   | IPA-5272      | Cal Pere Forner (Banyeres del Penedès) · Vegeu més fotos d'aquest monument · Carregueu una nova foto d'aquest monument                                 |
| Casa Nova de Cal Mata                           |             | Noucentisme XX (1915)                    | Banyeres del Penedès C. de Dalt, 6, Saifores                               | 41° 15′ 50″ N, 1° 33′ 00″ E / 41.26389°N,1.55005°E   | IPA-5275      | Casa nova de Cal Mata (Banyeres del Penedès) · Vegeu més fotos d'aquest monument · Carregueu una nova foto d'aquest monument                           |
| Casa vella de Cal Mata                          |             | Obra popular XVII-XVIII                  | Banyeres del Penedès C. de Dalt, 4, Saifores                               | 41° 15′ 50″ N, 1° 33′ 01″ E / 41.26395°N,1.55021°E   | IPA-5276      | Carregueu una nova foto d'aquest monument |
| Celler Nou de Cal Mata                          |             | Obra popular, noucentisme XX (1911)      | Banyeres del Penedès C. de Dalt, 2, Saifores                               | 41° 15′ 50″ N, 1° 33′ 01″ E / 41.26398°N,1.55037°E   | IPA-5277      | Celler nou de Cal Mata (Banyeres del Penedès) · Vegeu més fotos d'aquest monument · Carregueu una nova foto d'aquest monument                          |
| Cal Garriga                                     |             | Obra popular, gòtic XV-XVII, XIX-XX      | Banyeres del Penedès C. Major, 3-5, Saifores                               | 41° 15′ 48″ N, 1° 33′ 00″ E / 41.26342°N,1.54994°E   | IPA-5278      | Cal Garriga (Banyeres del Penedès) · Vegeu més fotos d'aquest monument · Carregueu una nova foto d'aquest monument                                     |
| Les Escoles                                     |             | Obra popular XX Inici                    | Banyeres del Penedès Saifores                                              | 41° 15′ 50″ N, 1° 33′ 02″ E / 41.26386°N,1.5506°E    | IPA-5279      | Les Escoles (Banyeres del Penedès) · Vegeu més fotos d'aquest monument · Carregueu una nova foto d'aquest monument                                     |
| Ermita de Sant Pere                             |             | Obra popular XVIII                       | Banyeres del Penedès Pl. de Sant Pere, Saifores                            | 41° 15′ 51″ N, 1° 32′ 59″ E / 41.26424°N,1.54984°E   | IPA-5280      | Ermita de Sant Pere (Banyeres del Penedès) · Vegeu més fotos d'aquest monument · Carregueu una nova foto d'aquest monument                             |
| Casa senyorial de Sabartès                      |             | Eclecticisme XIX Mitjan                  | Banyeres del Penedès El Priorat de Banyeres                                | 41° 16′ 32″ N, 1° 33′ 12″ E / 41.27546°N,1.55343°E   | IPA-5283      | Casa senyorial de Sabartès (Banyeres del Penedès) · Vegeu més fotos d'aquest monument · Carregueu una nova foto d'aquest monument                      |
| Casa dels masovers de Sabartès                  |             | Eclecticisme XIX                         | Banyeres del Penedès                                                       | 41° 16′ 33″ N, 1° 33′ 15″ E / 41.27573°N,1.55422°E   | IPA-5284      | Carregueu una nova foto d'aquest monument |
| El Celler de Sabartès                           |             | Obra popular                             | Banyeres del Penedès                                                       | 41° 16′ 31″ N, 1° 33′ 11″ E / 41.2754°N,1.5531°E     | IPA-5285      | Carregueu una nova foto d'aquest monument |
| El Mas Roig                                     |             | Obra popular                             | Banyeres del Penedès                                                       | 41° 15′ 49″ N, 1° 33′ 33″ E / 41.26372°N,1.55903°E   | IPA-5286      | Carregueu una nova foto d'aquest monument |
| Ermita de Sant Roc                              |             | Obra popular                             | Banyeres del Penedès Hisenda de Cal Roig                                   | 41° 15′ 45″ N, 1° 33′ 34″ E / 41.26256°N,1.55958°E   | IPA-5287      | Ermita de Sant Roc (Banyeres del Penedès) · Vegeu més fotos d'aquest monument · Carregueu una nova foto d'aquest monument                              |
| Masia de la Garita Vella                        |             | Obra popular                             | Banyeres del Penedès                                                       | 41° 16′ 06″ N, 1° 33′ 38″ E / 41.26845°N,1.56065°E   | IPA-5288      | Carregueu una nova foto d'aquest monument |
| La Casa Roja                                    |             | Obra popular XVII-XVIII                  | Banyeres del Penedès C. de la Flor de Lis                                  | 41° 16′ 34″ N, 1° 33′ 52″ E / 41.27604°N,1.56441°E   | IPA-5289      | La Casa Roja (Banyeres del Penedès) · Vegeu més fotos d'aquest monument · Carregueu una nova foto d'aquest monument                                    |
| Corral d'en Beina                               |             | Obra popular                             | Banyeres del Penedès                                                       | 41° 16′ 36″ N, 1° 34′ 04″ E / 41.27667°N,1.56774°E   | IPA-5290      | Carregueu una nova foto d'aquest monument |
| Església de Santa Maria del Priorat de Banyeres |             | Romànic, gòtic XII-XIII, XIV             | Banyeres del Penedès Camí a la Gornal                                      | 41° 16′ 23″ N, 1° 34′ 53″ E / 41.2731°N,1.58128°E    | IPA-5291      | Església de Santa Maria del Priorat de Banyeres (Banyeres del Penedès) · Vegeu més fotos d'aquest monument · Carregueu una nova foto d'aquest monument |
| Celler Cooperatiu de Banyeres                   |             | Noucentisme XX (1918)                    | Banyeres del Penedès Av. d'Àngel Guimerà, 27                               | 41° 16′ 42″ N, 1° 35′ 09″ E / 41.27831°N,1.58577°E   | IPA-5297      | Celler Cooperatiu de Banyeres (Banyeres del Penedès) · Vegeu més fotos d'aquest monument · Carregueu una nova foto d'aquest monument                   |
| Mas Canyís                                      | BCIL 2009   | Obra popular                             | Banyeres del Penedès C. Sant Miquel - c. Mas Canyís, Masies de Sant Miquel | 41° 16′ 20″ N, 1° 33′ 30″ E / 41.27235°N,1.55821°E   | IPA-5282      | Mas Canyís (Banyeres del Penedès) · Vegeu més fotos d'aquest monument · Carregueu una nova foto d'aquest monument                                      |
| Església de Sant Miquel                         |             | Obra popular XVIII                       | Banyeres del Penedès C. Tomoví, Masies de Sant Miquel                      | 41° 16′ 10″ N, 1° 33′ 37″ E / 41.26953°N,1.56032°E   | IPA-5296      | Església de Sant Miquel (Banyeres del Penedès) · Vegeu més fotos d'aquest monument · Carregueu una nova foto d'aquest monument                         |

## Bellvei
| Monument                                              | Protecció   | Estil/època            | Localització                                                     | Coordenades                                          | Codi?         | Imatge |
| ----------------------------------------------------- | ----------- | ---------------------- | ---------------------------------------------------------------- | ---------------------------------------------------- | ------------- | --- |
| Mas de la Muga                                        | BCIN 532-MH | Historicisme XIX       | Bellvei                                                          | 41° 13′ 26″ N, 1° 33′ 57″ E / 41.223933°N,1.565881°E | RI-51-0006589 | Mas de la Muga (Bellvei) · Vegeu més fotos d'aquest monument · Carregueu una nova foto d'aquest monument                                        |
| Torre de Bellvei                                      | BCIN 533-MH | Obra popular XIV-XV    | Bellvei Pl. Nova, 1                                              | 41° 14′ 28″ N, 1° 34′ 36″ E / 41.241006°N,1.576564°E | RI-51-0006590 | Torre de Bellvei · Vegeu més fotos d'aquest monument · Carregueu una nova foto d'aquest monument                                                |
| Església parroquial de Santa Maria                    | BCIL 1982   | Obra popular XVII      | Bellvei Pl. de l'Església                                        | 41° 14′ 29″ N, 1° 34′ 37″ E / 41.24134°N,1.57687°E   | IPA-5299      | Església parroquial de Santa Maria (Bellvei) · Vegeu més fotos d'aquest monument · Carregueu una nova foto d'aquest monument                    |
| Cal Roig                                              |             | Obra popular           | Bellvei Pl. Nova, 1                                              | 41° 14′ 27″ N, 1° 34′ 36″ E / 41.24083°N,1.57664°E   | IPA-5302      | Cal Roig (Bellvei) · Vegeu més fotos d'aquest monument · Carregueu una nova foto d'aquest monument                                              |
| Casa dels masovers de Cal Roig                        |             | Obra popular XX Inici  | Bellvei Pl. Nova                                                 | 41° 14′ 27″ N, 1° 34′ 35″ E / 41.24097°N,1.57629°E   | IPA-5303      | Casa dels masovers de Cal Roig (Bellvei) · Vegeu més fotos d'aquest monument · Carregueu una nova foto d'aquest monument                        |
| Casa al carrer Jaume Palau, 2                         |             | Obra popular XIX Final | Bellvei Jaume Palau, 2 - pl. Nova, 4                             | 41° 14′ 27″ N, 1° 34′ 35″ E / 41.24076°N,1.57645°E   | IPA-5306      | Casa al carrer Jaume Palau, 2 (Bellvei) · Vegeu més fotos d'aquest monument · Carregueu una nova foto d'aquest monument                         |
| Casa Capitular, o Ajuntament                          |             | Obra popular XVIII     | Bellvei Pl. de l'Església, 1                                     | 41° 14′ 29″ N, 1° 34′ 36″ E / 41.2413°N,1.57656°E    | IPA-5307      | Carregueu una nova foto d'aquest monument |
| Casa Rectoral                                         |             | Obra popular XIX Inici | Bellvei Pl. de l'Església, 3                                     | 41° 14′ 28″ N, 1° 34′ 36″ E / 41.2412°N,1.57673°E    | IPA-5308      | Casa Rectoral (Bellvei) · Vegeu més fotos d'aquest monument · Carregueu una nova foto d'aquest monument                                         |
| Casa a l'avinguda de l'Assumpció de Nostra Senyora, 7 |             | Eclecticisme XX Inici  | Bellvei Av. de l'Assumpció de Nostra Senyora, 7                  | 41° 14′ 22″ N, 1° 34′ 35″ E / 41.23944°N,1.57649°E   | IPA-5309      | Casa a l'avinguda de l'Assumpció de Nostra Senyora, 7 (Bellvei) · Vegeu més fotos d'aquest monument · Carregueu una nova foto d'aquest monument |
| Creu de terme                                         |             | Historicisme           | Bellvei A l'inici del trencall que mena cap a Bellvei, Ctra. 340 | 41° 14′ 16″ N, 1° 34′ 22″ E / 41.237715°N,1.572713°E | IPA-5310      | Creu de terme (Bellvei) · Vegeu més fotos d'aquest monument · Carregueu una nova foto d'aquest monument                                         |

## La Bisbal del Penedès
| Monument                               | Protecció   | Estil/època                           | Localització                                                  | Coordenades                                          | Codi?         | Imatge |
| -------------------------------------- | ----------- | ------------------------------------- | ------------------------------------------------------------- | ---------------------------------------------------- | ------------- | --- |
| Castell de la Bisbal, Casal dels Salvà | BCIN 547-MH | Gòtic XIV                             | La Bisbal del Penedès Pl. Major - c. Baixada del pont         | 41° 16′ 53″ N, 1° 29′ 12″ E / 41.281347°N,1.486737°E | RI-51-0006595 | Castell de la Bisbal (la Bisbal del Penedès) · Vegeu més fotos d'aquest monument · Carregueu una nova foto d'aquest monument               |
| Torre de l'Ortigós                     | BCIN 548-MH | Obra popular Medieval                 | La Bisbal del Penedès L'Ortigós                               | 41° 17′ 01″ N, 1° 31′ 06″ E / 41.283622°N,1.518462°E | RI-51-0006596 | Torre de l'Ortigós (la Bisbal del Penedès) · Vegeu més fotos d'aquest monument · Carregueu una nova foto d'aquest monument                 |
| Torre forta de Santa Cristina          | BCIN 549-MH | Obra popular Medieval                 | La Bisbal del Penedès Al costat de l'ermita de Santa Cristina | 41° 16′ 18″ N, 1° 26′ 25″ E / 41.27175°N,1.440292°E  | RI-51-0006597 | Torre forta de Santa Cristina (la Bisbal del Penedès) · Vegeu més fotos d'aquest monument · Carregueu una nova foto d'aquest monument      |
| Església parroquial de Santa Maria     |             | Eclecticisme XIX                      | La Bisbal del Penedès C. Major                                | 41° 16′ 52″ N, 1° 29′ 17″ E / 41.28103°N,1.48799°E   | IPA-5312      | Església parroquial de Santa Maria (la Bisbal del Penedès) · Vegeu més fotos d'aquest monument · Carregueu una nova foto d'aquest monument |
| Ca l'Alegret                           |             | Obra popular XVIII-XX                 | La Bisbal del Penedès Veïnat de l'Ortigós                     | 41° 17′ 02″ N, 1° 31′ 08″ E / 41.28392°N,1.51878°E   | IPA-5314      | Ca l'Alegret (la Bisbal del Penedès) · Vegeu més fotos d'aquest monument · Carregueu una nova foto d'aquest monument                       |
| Ermita de Santa Cristina               | BCIL 1982   | Obra popular XIII-XIX                 | La Bisbal del Penedès Urb. Pineda de Santa Cristina           | 41° 16′ 18″ N, 1° 26′ 25″ E / 41.27174°N,1.44038°E   | IPA-5315      | Ermita de Santa Cristina (la Bisbal del Penedès) · Vegeu més fotos d'aquest monument · Carregueu una nova foto d'aquest monument           |
| Casa de Cultura, o Biblioteca          |             | Monumentalisme academicista XX (1956) | La Bisbal del Penedès C. Jacint Verdaguer, 30                 | 41° 16′ 49″ N, 1° 29′ 16″ E / 41.28038°N,1.48773°E   | IPA-5316      | Casa de Cultura (la Bisbal del Penedès) · Vegeu més fotos d'aquest monument · Carregueu una nova foto d'aquest monument                    |
| Pedra mil·liar, la Pedra               |             | Romà                                  | La Bisbal del Penedès Pl. de l'Onze de Setembre               | 41° 16′ 41″ N, 1° 29′ 23″ E / 41.27802°N,1.48967°E   | IPA-5318      | Pedra mil·liar (la Bisbal del Penedès) · Vegeu més fotos d'aquest monument · Carregueu una nova foto d'aquest monument                     |

## Bonastre
| Monument                    | Protecció | Estil/època               | Localització                         | Coordenades                                        | Codi?    | Imatge |
| --------------------------- | --------- | ------------------------- | ------------------------------------ | -------------------------------------------------- | -------- | --- |
| Església de Santa Magdalena | BCIL 1982 | Barroc XIX                | Bonastre Pl. de l'Església, Eixample | 41° 13′ 20″ N, 1° 26′ 27″ E / 41.22217°N,1.44092°E | IPA-5320 | Església de Santa Magdalena (Bonastre) · Vegeu més fotos d'aquest monument · Carregueu una nova foto d'aquest monument |
| Casa Fontanilles            |           | Neoclassicisme XIX (1853) | Bonastre Pl. Major                   | 41° 13′ 14″ N, 1° 26′ 24″ E / 41.22061°N,1.43988°E | IPA-5321 | Casa Fontanilles (Bonastre) · Vegeu més fotos d'aquest monument · Carregueu una nova foto d'aquest monument            |

## Calafell
Vegeu la llista de monuments de Calafell

## Cunit
| Monument                   | Protecció   | Estil/època                              | Localització                                            | Coordenades                                          | Codi?         | Imatge |
| -------------------------- | ----------- | ---------------------------------------- | ------------------------------------------------------- | ---------------------------------------------------- | ------------- | --- |
| Castell de Cunit           | BCIN 721-MH | Obra popular                             | Cunit Av. de la Font                                    | 41° 11′ 50″ N, 1° 37′ 58″ E / 41.197222°N,1.632778°E | RI-51-0006620 | Castell de Cunit · Vegeu més fotos d'aquest monument · Carregueu una nova foto d'aquest monument                   |
| Església de Sant Cristòfol | BCIL 2007   | Romànic XI-XII                           | Cunit Pl. Sant Cristòfol                                | 41° 11′ 52″ N, 1° 38′ 03″ E / 41.19767°N,1.63421°E   | IPA-5345      | Església de Sant Cristòfol (Cunit) · Vegeu més fotos d'aquest monument · Carregueu una nova foto d'aquest monument |
| Masia Trenca-roques        |             | Obra popular XVIII                       | Cunit                                                   | 41° 14′ 14″ N, 1° 38′ 14″ E / 41.23717°N,1.63731°E   | IPA-5348      | Carregueu una nova foto d'aquest monument                                                                          |
| Masia de Vilaseca          | BCIL 2007   | Obra popular XIX-XX (1808)               | Cunit C. de Mart, urb. Costa Cunit                      | 41° 13′ 36″ N, 1° 38′ 33″ E / 41.22675°N,1.6426°E    | IPA-5349      | Carregueu una nova foto d'aquest monument                                                                          |
| Masia Puigdetiula          | BCIL 2007   | Obra popular XIX (1879)                  | Cunit C. d'Urà, urb. Costa Cunit                        | 41° 13′ 28″ N, 1° 38′ 29″ E / 41.22449°N,1.64149°E   | IPA-5350      | Carregueu una nova foto d'aquest monument                                                                          |
| Mas de Sant Antoni         | BCIL 2007   | Modernisme XX (1901)                     | Cunit Ctra. de Sant Antoni - camí de l'Arboç            | 41° 12′ 39″ N, 1° 37′ 56″ E / 41.21095°N,1.63218°E   | IPA-5351      | Mas de Sant Antoni (Cunit) · Vegeu més fotos d'aquest monument · Carregueu una nova foto d'aquest monument         |
| Mas del Pla                | BCIL 2007   | Historicisme, modernisme XX (1911, 1929) | Cunit Ctra. a Clariana                                  | 41° 12′ 36″ N, 1° 37′ 47″ E / 41.21005°N,1.62964°E   | IPA-5352      | Mas del Pla (Cunit) · Vegeu més fotos d'aquest monument · Carregueu una nova foto d'aquest monument                |
| Casa Marquès               | BCIL 2007   | Obra popular XVIII                       | Cunit C. Major, 1 - c. del Papa Joan XXIII              | 41° 11′ 53″ N, 1° 38′ 02″ E / 41.198156°N,1.633869°E | IPA-40260     | Casa Marquès (Cunit) · Vegeu més fotos d'aquest monument · Carregueu una nova foto d'aquest monument               |
| Can Nicolau                | BCIL 2007   | XIX Inici                                | Cunit Av. Can Nicolau, 47                               | 41° 12′ 07″ N, 1° 36′ 59″ E / 41.201916°N,1.616297°E | IPA-40261     | Carregueu una nova foto d'aquest monument                                                                          |
| El Rectoret                | BCIL 2007   | Obra popular, noucentisme XX             | Cunit Av. de la Roca Plana, 39 - c. de Marià Espiral, 3 | 41° 12′ 23″ N, 1° 36′ 55″ E / 41.206259°N,1.615280°E | IPA-40262     | Carregueu una nova foto d'aquest monument                                                                          |
| Cal Santó                  | BCIL 2007   | Obra popular                             | Cunit Desviament del camí de l'Arboç                    | 41° 13′ 11″ N, 1° 38′ 00″ E / 41.219811°N,1.633345°E | IPA-40263     | Carregueu una nova foto d'aquest monument                                                                          |
| Mas Peirot                 | BCIL 2007   |                                          | Cunit                                                   | 41° 12′ 44″ N, 1° 38′ 51″ E / 41.212318°N,1.647618°E | IPA-40264     | Carregueu una nova foto d'aquest monument                                                                          |
| Can Xondes                 | BCIL 2007   |                                          | Cunit C. de la Farigola (els Jardins)                   | 41° 13′ 05″ N, 1° 37′ 31″ E / 41.217992°N,1.625145°E | IPA-40265     | Carregueu una nova foto d'aquest monument                                                                          |
| Hostal de la Diligència    | BCIL 2007   |                                          | Cunit Pl. Sant Cristòfol                                | 41° 11′ 52″ N, 1° 38′ 03″ E / 41.197870°N,1.634102°E | IPA-40266     | Hostal de la Diligència (Cunit) · Vegeu més fotos d'aquest monument · Carregueu una nova foto d'aquest monument    |
| Cal Cego                   | BCIL 2007   | XX, XXI                                  | Cunit C. Ponent, 1                                      | 41° 11′ 48″ N, 1° 36′ 58″ E / 41.196700°N,1.615990°E | IPA-40267     | Carregueu una nova foto d'aquest monument                                                                          |

## Llorenç del Penedès
| Monument                                 | Protecció    | Estil/època                               | Localització                                                | Coordenades                                          | Codi?         | Imatge |
| ---------------------------------------- | ------------ | ----------------------------------------- | ----------------------------------------------------------- | ---------------------------------------------------- | ------------- | --- |
| Castell de Llorenç                       | BCIN 1001-MH | Gòtic, historicisme XVIII, XIX, XX        | Llorenç del Penedès Pl. del Castell                         | 41° 17′ 05″ N, 1° 33′ 08″ E / 41.284626°N,1.552212°E | RI-51-0006639 | Castell de Llorenç (Llorenç del Penedès) · Vegeu més fotos d'aquest monument · Carregueu una nova foto d'aquest monument                  |
| Església parroquial de Sant Llorenç      | BCIL 1982    | Historicisme                              | Llorenç del Penedès C. Major                                | 41° 17′ 03″ N, 1° 33′ 08″ E / 41.28409°N,1.55217°E   | IPA-5355      | Església parroquial de Sant Llorenç (Llorenç del Penedès) · Vegeu més fotos d'aquest monument · Carregueu una nova foto d'aquest monument |
| Cal Murgades                             |              | Obra popular XVII                         | Llorenç del Penedès C. Francesc Macià, 4, davant l'església | 41° 17′ 02″ N, 1° 33′ 08″ E / 41.28389°N,1.5522°E    | IPA-5357      | Cal Murgades (Llorenç del Penedès) · Vegeu més fotos d'aquest monument · Carregueu una nova foto d'aquest monument                        |
| Cal Ramon del Telèfon, o Cal Garcia Vell |              | Obra popular XV-XVIII, XIX                | Llorenç del Penedès C. Major, 11                            | 41° 17′ 03″ N, 1° 33′ 09″ E / 41.2842°N,1.55256°E    | IPA-5358      | Cal Ramon del Telèfon (Llorenç del Penedès) · Vegeu més fotos d'aquest monument · Carregueu una nova foto d'aquest monument               |
| Masia l'Estrella                         |              | Obra popular, modernisme XVII-XIX, XX     | Llorenç del Penedès Camí de l'Estrella                      | 41° 16′ 42″ N, 1° 32′ 47″ E / 41.2783°N,1.54645°E    | IPA-5359      | Masia l'Estrella (Llorenç del Penedès) · Vegeu més fotos d'aquest monument · Carregueu una nova foto d'aquest monument                    |
| Ermita de l'Estrella                     |              | Historicisme XX (1940, 1975)              | Llorenç del Penedès Camí de l'Estrella                      | 41° 16′ 42″ N, 1° 32′ 49″ E / 41.27843°N,1.54683°E   | IPA-5361      | Ermita de l'Estrella (Llorenç del Penedès) · Vegeu més fotos d'aquest monument · Carregueu una nova foto d'aquest monument                |
| Cal Garcia                               |              | Obra popular XIX-XX                       | Llorenç del Penedès Pl. de la Vila, 26                      | 41° 16′ 58″ N, 1° 33′ 09″ E / 41.28278°N,1.5526°E    | IPA-5362      | Cal Garcia (Llorenç del Penedès) · Vegeu més fotos d'aquest monument · Carregueu una nova foto d'aquest monument                          |
| Casa el Mas                              |              | Obra popular, historicisme XIX-XX         | Llorenç del Penedès C. de Llevant - c. Pompeu Fabra         | 41° 16′ 54″ N, 1° 33′ 11″ E / 41.281638°N,1.553°E    | IPA-5363      | Casa el Mas (Llorenç del Penedès) · Vegeu més fotos d'aquest monument · Carregueu una nova foto d'aquest monument                         |
| Celler cooperatiu                        | BCIL 2005    | Noucentisme, obra popular XX (1920, 1932) | Llorenç del Penedès C. Sindicat, s/n                        | 41° 17′ 01″ N, 1° 33′ 11″ E / 41.28361°N,1.55316°E   | IPA-5364      | Celler cooperatiu (Llorenç del Penedès) · Vegeu més fotos d'aquest monument · Carregueu una nova foto d'aquest monument                   |
| Habitatges dels masovers de l'Estrella   |              | Obra popular XVIII-XIX                    | Llorenç del Penedès Camí de l'Estrella                      | 41° 16′ 41″ N, 1° 32′ 47″ E / 41.27813°N,1.54627°E   | IPA-5367      | Carregueu una nova foto d'aquest monument                                                                                                 |

## Masllorenç
| Monument                          | Protecció | Estil/època           | Localització                            | Coordenades                                        | Codi?    | Imatge |
| --------------------------------- | --------- | --------------------- | --------------------------------------- | -------------------------------------------------- | -------- | --- |
| Església parroquial de Sant Ramon | BCIL 1982 | Barroc XVIII          | Masllorenç Pl. Major - c. de l'Església | 41° 16′ 09″ N, 1° 24′ 53″ E / 41.26913°N,1.41463°E | IPA-5369 | Església parroquial de Sant Ramon (Masllorenç) · Vegeu més fotos d'aquest monument · Carregueu una nova foto d'aquest monument |
| Sindicat Agrícola                 |           | Noucentisme XX (1931) | Masllorenç C. Major, 42-44              | 41° 16′ 12″ N, 1° 25′ 00″ E / 41.27013°N,1.4166°E  | IPA-5370 | Sindicat Agrícola (Masllorenç) · Vegeu més fotos d'aquest monument · Carregueu una nova foto d'aquest monument                 |
| Església de Sant Bartomeu         | BCIL 1982 | Obra popular XVIII    | Masllorenç Masarbonès                   | 41° 15′ 39″ N, 1° 26′ 17″ E / 41.26082°N,1.43801°E | IPA-5372 | Església de Sant Bartomeu (Masllorenç) · Modifica el valor a Wikidata · Carregueu una nova foto d'aquest monument              |

## El Montmell
| Monument                                                    | Protecció    | Estil/època                       | Localització                                                  | Coordenades                                          | Codi?         | Imatge |
| ----------------------------------------------------------- | ------------ | --------------------------------- | ------------------------------------------------------------- | ---------------------------------------------------- | ------------- | --- |
| Castell de Marmellar                                        | BCIN 1091-MH | Romànic XII                       | El Montmell Cim del turó de Marmellar                         | 41° 21′ 32″ N, 1° 33′ 04″ E / 41.358842°N,1.551011°E | RI-51-0006648 | Castell de Marmellar (el Montmell) · Vegeu més fotos d'aquest monument · Carregueu una nova foto d'aquest monument                        |
| Castell del Montmell i església de Sant Miquel del Montmell | BCIN 1092-MH | Medieval                          | El Montmell Cim de la serra de Montmell                       | 41° 19′ 51″ N, 1° 27′ 25″ E / 41.330858°N,1.457044°E | RI-51-0006649 | Castell del Montmell · Vegeu més fotos d'aquest monument · Carregueu una nova foto d'aquest monument                                      |
| Torreta de Vallflor                                         | BCIN 1093-MH | Obra popular XIII                 | El Montmell                                                   | 41° 20′ 32″ N, 1° 29′ 10″ E / 41.342275°N,1.486181°E | RI-51-0006650 | Torreta de Vallflor (el Montmell) · Vegeu més fotos d'aquest monument · Carregueu una nova foto d'aquest monument                         |
| Torre Milà, o Torre de Cal Saumell                          | BCIN 1094-MH | Obra popular XI                   | El Montmell Serra de la Torre del Milà                        | 41° 20′ 00″ N, 1° 27′ 49″ E / 41.333307°N,1.46366°E  | RI-51-0006651 | Torre Milà (el Montmell) · Vegeu més fotos d'aquest monument · Carregueu una nova foto d'aquest monument                                  |
| Castell de Can Ferrer i Mas de les Ventoses                 | BCIN 1095-MH | Medieval                          | El Montmell                                                   | 41° 20′ 14″ N, 1° 31′ 54″ E / 41.337222°N,1.531667°E | RI-51-0006652 | Castell de Can Ferrer i Mas de les Ventoses (el Montmell) · Vegeu més fotos d'aquest monument · Carregueu una nova foto d'aquest monument |
| Castellot de Mas Mateu                                      | BCIN 1381-MH | Medieval                          | El Montmell                                                   | 41° 17′ 38″ N, 1° 24′ 20″ E / 41.293933°N,1.405544°E | RI-51-0006707 | Carregueu una nova foto d'aquest monument                                                                                                 |
| Església de Sant Miquel de Canferrer                        |              | Obra popular XX (1945)            | El Montmell Can Ferrer de la Cogullada                        | 41° 19′ 29″ N, 1° 25′ 12″ E / 41.32477°N,1.42012°E   | IPA-5378      | Església de Sant Miquel de Canferrer (el Montmell) · Vegeu més fotos d'aquest monument · Carregueu una nova foto d'aquest monument        |
| Sant Miquel de Montmell                                     | BCIL 1982    | Obra popular XV-XVI               | El Montmell Camí de la Joncosa a Cal Ferrer i a Sant Marc     | 41° 19′ 43″ N, 1° 27′ 21″ E / 41.32874°N,1.45593°E   | IPA-5384      | Església nova de Sant Miquel (el Montmell) · Vegeu més fotos d'aquest monument · Carregueu una nova foto d'aquest monument                |
| Església parroquial de la Joncosa                           |              | Obra popular, historicisme XIX-XX | El Montmell La Joncosa del Montmell                           | 41° 19′ 00″ N, 1° 27′ 11″ E / 41.31668°N,1.45305°E   | IPA-5385      | Església parroquial de la Joncosa (el Montmell) · Vegeu més fotos d'aquest monument · Carregueu una nova foto d'aquest monument           |
| La Casa Gran, o Can Ferrer, el Caseriu                      |              | Obra popular XVIII                | El Montmell Can Ferrer de la Cogullada                        | 41° 19′ 28″ N, 1° 25′ 20″ E / 41.32431°N,1.4223°E    | IPA-5387      | La Casa Gran (el Montmell) · Vegeu més fotos d'aquest monument · Carregueu una nova foto d'aquest monument                                |
| Casa de Manso-Vidal, o Cal Cintet                           |              | Obra popular XVII                 | El Montmell C. Major, 10, la Joncosa del Montmell             | 41° 18′ 57″ N, 1° 27′ 13″ E / 41.315700°N,1.453575°E | IPA-5389      | Casa de Manso-Vidal (el Montmell) · Vegeu més fotos d'aquest monument · Carregueu una nova foto d'aquest monument                         |
| La Casa Gran d'Aiguaviva                                    |              | Obra popular XVI-XVIII, XIX       | El Montmell C. de Sant Pere, Aiguaviva                        | 41° 21′ 07″ N, 1° 30′ 08″ E / 41.35197°N,1.50216°E   | IPA-5391      | La Casa Gran d'Aiguaviva (el Montmell) · Vegeu més fotos d'aquest monument · Carregueu una nova foto d'aquest monument                    |
| Església de Sant Pere d'Aiguaviva                           | BCIL 1982    | Historicisme XX (1930)            | El Montmell Aiguaviva                                         | 41° 21′ 08″ N, 1° 30′ 15″ E / 41.35227°N,1.50424°E   | IPA-5392      | Església de Sant Pere d'Aiguaviva (el Montmell) · Vegeu més fotos d'aquest monument · Carregueu una nova foto d'aquest monument           |
| Ermita de Sant Marc                                         | BCIL 1982    | Romànic, gòtic XIII-XV            | El Montmell Trencall de la carretera d'Aiguaviva a Cal Ferrer | 41° 20′ 47″ N, 1° 27′ 59″ E / 41.3465°N,1.46626°E    | IPA-5393      | Ermita de Sant Marc (el Montmell) · Vegeu més fotos d'aquest monument · Carregueu una nova foto d'aquest monument                         |
| Molí d'Aiguaviva                                            |              | Obra popular XIV-XV               | El Montmell Aiguaviva, a la dreta de la riera de Marmellar    | 41° 21′ 07″ N, 1° 30′ 07″ E / 41.35195°N,1.50197°E   | IPA-37075     | Molí d'Aiguaviva (el Montmell) · Vegeu més fotos d'aquest monument · Carregueu una nova foto d'aquest monument                            |
| Molinet d'Aiguaviva                                         |              | Obra popular XIX                  | El Montmell Aiguaviva, a la dreta de la riera de Marmellar    | 41° 21′ 11″ N, 1° 30′ 33″ E / 41.353100°N,1.509094°E | IPA-37076     | Molinet d'Aiguaviva (el Montmell) · Vegeu més fotos d'aquest monument · Carregueu una nova foto d'aquest monument                         |
| Cal Ponç                                                    |              | Medieval                          | El Montmell Aiguaviva                                         | 41° 21′ 34″ N, 1° 32′ 18″ E / 41.359397°N,1.538231°E | IPA-42469     | Carregueu una nova foto d'aquest monument                                                                                                 |

## Sant Jaume dels Domenys
| Monument                                              | Protecció    | Estil/època                 | Localització                                                     | Coordenades                                          | Codi?         | Imatge |
| ----------------------------------------------------- | ------------ | --------------------------- | ---------------------------------------------------------------- | ---------------------------------------------------- | ------------- | --- |
| Castellvell de Gemenells, o Castell vell de Giminells | BCIN 1471-MH | Obra popular                | Sant Jaume dels Domenys Partida de la Plana del Castell          | 41° 18′ 20″ N, 1° 32′ 21″ E / 41.305481°N,1.539035°E | RI-51-0006712 | Carregueu una nova foto d'aquest monument |
| Castellnou de Gemenells, o Castell nou de Giminells   | BCIN 1472-MH | Obra popular XVII-XX        | Sant Jaume dels Domenys C. Pau Casals, veïnat de l'Hostal        | 41° 18′ 09″ N, 1° 32′ 27″ E / 41.30259°N,1.54087°E   | RI-51-0006713 | Castellnou de Gemenells (Sant Jaume dels Domenys) · Vegeu més fotos d'aquest monument · Carregueu una nova foto d'aquest monument                             |
| Torre de Lleger                                       | BCIN 1473-MH | XII-XIII                    | Sant Jaume dels Domenys C. del Raval, Lletger                    | 41° 17′ 38″ N, 1° 34′ 46″ E / 41.293919°N,1.579353°E | RI-51-0006714 | Torre de Lleger (Sant Jaume dels Domenys) · Vegeu més fotos d'aquest monument · Carregueu una nova foto d'aquest monument                                     |
| Masia de Valldeflor                                   | BCIN 1474-MH | XV-XX                       | Sant Jaume dels Domenys Camí dels Clots                          | 41° 18′ 03″ N, 1° 35′ 03″ E / 41.300887°N,1.584175°E | RI-51-0006715 | Carregueu una nova foto d'aquest monument |
| Església parroquial de Sant Jaume                     | BCIL 1982    | Obra popular                | Sant Jaume dels Domenys Pl. Rvd. Andreu Marcé                    | 41° 17′ 59″ N, 1° 33′ 32″ E / 41.29971°N,1.55891°E   | IPA-5400      | Església parroquial de Sant Jaume (Sant Jaume dels Domenys) · Vegeu més fotos d'aquest monument · Carregueu una nova foto d'aquest monument                   |
| Casa rectoral de Sant Jaume                           |              | Obra popular XIII-XVIII, XX | Sant Jaume dels Domenys Pl. Rv. Andreu Marcé                     | 41° 17′ 59″ N, 1° 33′ 32″ E / 41.29961°N,1.55876°E   | IPA-5401      | Casa rectoral de Sant Jaume (Sant Jaume dels Domenys) · Vegeu més fotos d'aquest monument · Carregueu una nova foto d'aquest monument                         |
| Cal Joan Mas                                          |              | Obra popular XIX Final      | Sant Jaume dels Domenys Ctra. Prat de la Riba, 24                | 41° 17′ 57″ N, 1° 33′ 33″ E / 41.2993°N,1.55928°E    | IPA-5402      | Cal Joan Mas (Sant Jaume dels Domenys) · Vegeu més fotos d'aquest monument · Carregueu una nova foto d'aquest monument                                        |
| Ermita de la Mare de Déu dels Arquets                 | BCIL 1982    | Obra popular XVIII-XIX, XX  | Sant Jaume dels Domenys Veïnat dels Arquets                      | 41° 17′ 49″ N, 1° 34′ 05″ E / 41.29696°N,1.56797°E   | IPA-5403      | Ermita de la Mare de Déu dels Arquets (Sant Jaume dels Domenys) · Vegeu més fotos d'aquest monument · Carregueu una nova foto d'aquest monument               |
| Ca l'Oller                                            |              | Obra popular                | Sant Jaume dels Domenys Els Arquets                              | 41° 17′ 48″ N, 1° 34′ 04″ E / 41.2967°N,1.56782°E    | IPA-5404      | Ca l'Oller (Sant Jaume dels Domenys) · Vegeu més fotos d'aquest monument · Carregueu una nova foto d'aquest monument                                          |
| Església de Sant Andreu i Santa Marina                | BCIL 1982    | Obra popular                | Sant Jaume dels Domenys C. del Raval. Lleger                     | 41° 17′ 40″ N, 1° 34′ 46″ E / 41.2944°N,1.5794°E     | IPA-5412      | Església de Sant Andreu i Santa Marina (Sant Jaume dels Domenys) · Vegeu més fotos d'aquest monument · Carregueu una nova foto d'aquest monument              |
| Masia dels Arcs                                       |              | Obra popular                | Sant Jaume dels Domenys Polígon industrial Els Arcs              | 41° 17′ 14″ N, 1° 33′ 50″ E / 41.28732°N,1.56402°E   | IPA-5414      | Masia dels Arcs (Sant Jaume dels Domenys) · Vegeu més fotos d'aquest monument · Carregueu una nova foto d'aquest monument                                     |
| Aqüeducte romà                                        | BCIL 1982    | Romà                        | Sant Jaume dels Domenys C. Menorca, Polígon Industrial els Arcs  | 41° 17′ 21″ N, 1° 33′ 45″ E / 41.28923°N,1.56259°E   | IPA-5415      | Aqüeducte romà (Sant Jaume dels Domenys) · Vegeu més fotos d'aquest monument · Carregueu una nova foto d'aquest monument                                      |
| El Mas de Gomila                                      |              | Obra popular                | Sant Jaume dels Domenys Camí de Marmellar, veïnat de la Carronya | 41° 19′ 17″ N, 1° 34′ 00″ E / 41.32151°N,1.56669°E   | IPA-5417      | El Mas de Gomila (Sant Jaume dels Domenys) · Vegeu més fotos d'aquest monument · Carregueu una nova foto d'aquest monument                                    |
| Cal Palau                                             |              | Obra popular XVIII          | Sant Jaume dels Domenys Torregassa                               | 41° 17′ 30″ N, 1° 31′ 36″ E / 41.29175°N,1.52679°E   | IPA-5420      | Cal Palau (Sant Jaume dels Domenys) · Vegeu més fotos d'aquest monument · Carregueu una nova foto d'aquest monument                                           |
| Església de Sant Antoni                               | BCIL 1982    | Obra popular XIX (1813)     | Sant Jaume dels Domenys Torregassa                               | 41° 17′ 30″ N, 1° 31′ 37″ E / 41.29176°N,1.527°E     | IPA-5421      | Església de Sant Antoni (Sant Jaume dels Domenys) · Vegeu més fotos d'aquest monument · Carregueu una nova foto d'aquest monument                             |
| Església de Nostra Senyora dels Àngels del Papiolet   |              | Obra popular XX (1950)      | Sant Jaume dels Domenys C. de Torregrassa, el Papiolet           | 41° 17′ 03″ N, 1° 31′ 38″ E / 41.28414°N,1.52736°E   | IPA-5424      | Església de Nostra Senyora dels Àngels del Papiolet (Sant Jaume dels Domenys) · Vegeu més fotos d'aquest monument · Carregueu una nova foto d'aquest monument |
| Can Pau                                               |              | Obra popular XVIII-XX       | Sant Jaume dels Domenys Ctra. TP-2125 en direcció a Vilafranca   | 41° 18′ 16″ N, 1° 33′ 44″ E / 41.30436°N,1.56219°E   | IPA-5429      | Can Pau (Sant Jaume dels Domenys) · Vegeu més fotos d'aquest monument · Carregueu una nova foto d'aquest monument                                             |
| Cal Maginet                                           |              | Eclecticisme XIX-XX         | Sant Jaume dels Domenys C. de Sant Jaume - pl. de J. Roig        | 41° 17′ 58″ N, 1° 33′ 31″ E / 41.29935°N,1.5586°E    | IPA-5430      | Cal Maginet (Sant Jaume dels Domenys) · Vegeu més fotos d'aquest monument · Carregueu una nova foto d'aquest monument                                         |
| Pont romà                                             |              | Romà                        | Sant Jaume dels Domenys Sobre el torrent de Ca l'Antic           | 41° 18′ 14″ N, 1° 34′ 00″ E / 41.30377°N,1.5667°E    | IPA-5431      | Pont romà (Sant Jaume dels Domenys) · Vegeu més fotos d'aquest monument · Carregueu una nova foto d'aquest monument                                           |

## Santa Oliva
| Monument                                                     | Protecció    | Estil/època                      | Localització                                                        | Coordenades                                              | Codi?         | Imatge |
| ------------------------------------------------------------ | ------------ | -------------------------------- | ------------------------------------------------------------------- | -------------------------------------------------------- | ------------- | --- |
| Castell de Santa Oliva, església de la Mare de Déu del Remei | BCIN 1423-MH | Romànic, gòtic XI-XII, XV, XVIII | Santa Oliva Pl. del Castell                                         | 41° 15′ 13″ N, 1° 32′ 58″ E / 41.253571°N,1.549424°E     | RI-51-0006720 | Castell de Santa Oliva · Vegeu més fotos d'aquest monument · Carregueu una nova foto d'aquest monument                           |
| Centre històric de Santa Oliva                               | BCIL 1982    |                                  | Santa Oliva Pl. Major i entorn                                      | 41° 15′ 11″ N, 1° 33′ 01″ E / 41.253098°N,1.550360°E     | IPA-5394      | Centre històric de Santa Oliva · Vegeu més fotos d'aquest monument · Carregueu una nova foto d'aquest monument                   |
| Església parroquial de Santa Maria                           | BCIL 1982    | Romànic, gòtic tardà XIII, XVI   | Santa Oliva C. de l'Església                                        | 41° 14′ 59″ N, 1° 32′ 50″ E / 41.24985°N,1.54728°E       | IPA-5395      | Església parroquial de Santa Maria (Santa Oliva) · Vegeu més fotos d'aquest monument · Carregueu una nova foto d'aquest monument |
| La Masia de l'Albornar                                       | BCIL 2001    | Obra popular XIX                 | Santa Oliva Circuit de l'Albornar                                   | 41° 16′ 01″ N, 1° 31′ 30″ E / 41.26685°N,1.52504°E       | IPA-5398      | Carregueu una nova foto d'aquest monument                                                                                        |
| Molí Alt                                                     | BCIL 2006    | Gòtic XIV                        | Santa Oliva Camí dels Molins                                        | 41° 14′ 04″ N, 1° 32′ 00″ E / 41.23458°N,1.53347°E       | IPA-30657     | Molí Alt (Santa Oliva) · Vegeu més fotos d'aquest monument · Carregueu una nova foto d'aquest monument                           |
| Can Rovira o Celler de Ca l'Alegret                          | BCIL 2001    | Modernisme XIX-XX                | Santa Oliva Ctra. de Santa Oliva                                    | 41° 13′ 44″ N, 1° 32′ 26″ E / 41.22895°N,1.54044722222°E | IPA-38479     | Can Rovira (Santa Oliva) · Vegeu més fotos d'aquest monument · Carregueu una nova foto d'aquest monument                         |
| Casa Larrienaga, Torre Larrienaga o Molí de Vent             | BCIL 1982    | Modernisme XX                    | Santa Oliva Ctra. de Santa Oliva, 20-22, barri del Camí dels Molins | 41° 13′ 35″ N, 1° 32′ 22″ E / 41.226433°N,1.539314°E     | IPA-38480     | Casa Larrienaga (Santa Oliva) · Vegeu més fotos d'aquest monument · Carregueu una nova foto d'aquest monument                    |
| Torre d'en Serra                                             | BCIL 2005    |                                  | Santa Oliva Camí del Tomoví                                         | 41° 13′ 37″ N, 1° 32′ 12″ E / 41.226982°N,1.536794°E     | IPA-41151     | Torre d'en Serra (Santa Oliva) · Vegeu més fotos d'aquest monument · Carregueu una nova foto d'aquest monument                   |

## El Vendrell
| Monument                                                              | Protecció    | Estil/època                                | Localització                                              | Coordenades                                          | Codi?         | Imatge |
| --------------------------------------------------------------------- | ------------ | ------------------------------------------ | --------------------------------------------------------- | ---------------------------------------------------- | ------------- | --- |
| Castell de Sant Vicenç de Calders                                     | BCIN 1725-MH |                                            | El Vendrell Sant Vicenç de Calders                        | 41° 12′ 14″ N, 1° 30′ 52″ E / 41.203975°N,1.514556°E | RI-51-0006775 | Castell de Sant Vicenç de Calders (el Vendrell) · Vegeu més fotos d'aquest monument · Carregueu una nova foto d'aquest monument                       |
| Torre del Telègraf                                                    | BCIN 1726-MH | Obra popular XIX                           | El Vendrell C. de les Clotes, els Masos de Coma-ruga      | 41° 11′ 33″ N, 1° 30′ 31″ E / 41.192578°N,1.508711°E | RI-51-0006776 | Torre del Telègraf (el Vendrell) · Vegeu més fotos d'aquest monument · Carregueu una nova foto d'aquest monument                                      |
| Torre del Cintoi                                                      | BCIN 1727-MH | Obra popular XIII-XIV                      | El Vendrell C. del Cintoi                                 | 41° 12′ 48″ N, 1° 32′ 04″ E / 41.213371°N,1.534499°E | RI-51-0006777 | Torre del Cintoi (el Vendrell) · Vegeu més fotos d'aquest monument · Carregueu una nova foto d'aquest monument                                        |
| Mas del Bombo, o Mas del Xombo                                        | BCIN 1728-MH | Obra popular XVI                           | El Vendrell Urb. la Muntanyeta, davant del cementiri      | 41° 13′ 10″ N, 1° 32′ 42″ E / 41.219343°N,1.544869°E | RI-51-0006778 | Mas del Bombo (el Vendrell) · Vegeu més fotos d'aquest monument · Carregueu una nova foto d'aquest monument                                           |
| Torre del Mas Francàs                                                 | BCIN 1729-MH | Obra popular XV, XVIII-XIX, XX             | El Vendrell Ctra. N-340, km 1.186                         | 41° 10′ 46″ N, 1° 29′ 56″ E / 41.179406°N,1.49875°E  | RI-51-0006779 | Torre del Mas Francàs (el Vendrell) · Vegeu més fotos d'aquest monument · Carregueu una nova foto d'aquest monument                                   |
| Corralot d'en Virgili                                                 | BCIN 1730-MH | Obra popular XVI-XVII                      | El Vendrell                                               | 41° 12′ 22″ N, 1° 28′ 46″ E / 41.206228°N,1.479497°E | RI-51-0006780 | Carregueu una nova foto d'aquest monument |
| Torre del Botafoc                                                     | BCIN 1731-MH | Obra popular XIX                           | El Vendrell Av. de la Riera de la Bisbal                  | 41° 13′ 27″ N, 1° 31′ 47″ E / 41.224092°N,1.529694°E | RI-51-0006781 | Torre de Botafocs (el Vendrell) · Vegeu més fotos d'aquest monument · Carregueu una nova foto d'aquest monument                                       |
| Torre del Puig                                                        | BCIN 1732-MH | XIX                                        | El Vendrell Av. del Baix Penedès - c. Bonaventura Gassol  | 41° 12′ 57″ N, 1° 32′ 19″ E / 41.215917°N,1.538607°E | RI-51-0006782 | Torre del Puig (el Vendrell) · Vegeu més fotos d'aquest monument · Carregueu una nova foto d'aquest monument                                          |
| Casa d'Àngel Guimerà, Cal Ximet                                       | BCIN 4200-LH | Obra popular                               | El Vendrell C. Santa Anna, 8                              | 41° 13′ 19″ N, 1° 32′ 04″ E / 41.22197°N,1.53445°E   | IPA-5453      | Casa d'Àngel Guimerà (el Vendrell) · Vegeu més fotos d'aquest monument · Carregueu una nova foto d'aquest monument                                    |
| El Portal del Pardo                                                   | BCIN 4353-MH | Gòtic tardà XVII                           | El Vendrell C. Major, 25                                  | 41° 13′ 11″ N, 1° 32′ 02″ E / 41.21984°N,1.53399°E   | IPA-2077      | El Portal del Pardo (el Vendrell) · Vegeu més fotos d'aquest monument · Carregueu una nova foto d'aquest monument                                     |
| Església parroquial del Salvador                                      | BCIL 2000    | Barroc XVIII                               | El Vendrell Pl. Vella                                     | 41° 13′ 12″ N, 1° 32′ 07″ E / 41.22005°N,1.5352°E    | IPA-5433      | Església parroquial del Salvador (el Vendrell) · Vegeu més fotos d'aquest monument · Carregueu una nova foto d'aquest monument                        |
| Casa nadiua de Pau Casals                                             | BCIL 2000    | Obra popular XIX                           | El Vendrell C. Santa Anna, 4                              | 41° 13′ 18″ N, 1° 32′ 04″ E / 41.22177°N,1.53447°E   | IPA-5440      | Casa nadiua de Pau Casals (el Vendrell) · Vegeu més fotos d'aquest monument · Carregueu una nova foto d'aquest monument                               |
| Mercat                                                                | BCIL 2000    | Eclecticisme XIX (1887)                    | El Vendrell Pl. del Mercat, 1                             | 41° 13′ 10″ N, 1° 32′ 11″ E / 41.21957°N,1.53628°E   | IPA-5441      | Mercat (el Vendrell) · Vegeu més fotos d'aquest monument · Carregueu una nova foto d'aquest monument                                                  |
| Ajuntament, o Casa de la Vila                                         | BCIL 2000    | Obra popular, eclecticisme XVIII           | El Vendrell Pl. Vella, 1 - c. del Mar                     | 41° 13′ 12″ N, 1° 32′ 06″ E / 41.21996°N,1.53494°E   | IPA-5442      | Ajuntament (el Vendrell) · Vegeu més fotos d'aquest monument · Carregueu una nova foto d'aquest monument                                              |
| Museu Municipal, Museu Arqueològic                                    | BCIL 2000    | Obra popular XVII                          | El Vendrell C. Major, 20                                  | 41° 13′ 12″ N, 1° 32′ 02″ E / 41.21999°N,1.53401°E   | IPA-5444      | Museu Municipal (el Vendrell) · Vegeu més fotos d'aquest monument · Carregueu una nova foto d'aquest monument                                         |
| Pont de la França                                                     |              | Obra popular, neoclassicisme XIX           | El Vendrell C. Major                                      | 41° 13′ 10″ N, 1° 31′ 58″ E / 41.21942°N,1.53288°E   | IPA-5445      | Pont de la França (el Vendrell) · Vegeu més fotos d'aquest monument · Carregueu una nova foto d'aquest monument                                       |
| Cal Fontana                                                           |              | Historicisme XIX                           | El Vendrell C. de la Muralla, 29                          | 41° 13′ 15″ N, 1° 32′ 03″ E / 41.22085°N,1.53408°E   | IPA-5447      | Cal Fontana (el Vendrell) · Vegeu més fotos d'aquest monument · Carregueu una nova foto d'aquest monument                                             |
| Cal Caselles                                                          |              | Modernisme, eclecticisme XX (ca. 1910)     | El Vendrell C. de la Muralla, 1 - c. de les Garrofes, 16  | 41° 13′ 11″ N, 1° 31′ 48″ E / 41.21980°N,1.52997°E   | IPA-5448      | Cal Caselles (el Vendrell) · Vegeu més fotos d'aquest monument · Carregueu una nova foto d'aquest monument                                            |
| Les Voltes                                                            |              | Obra popular                               | El Vendrell Pl. Nova                                      | 41° 13′ 17″ N, 1° 32′ 06″ E / 41.22137°N,1.53512°E   | IPA-5449      | Les Voltes (el Vendrell) · Vegeu més fotos d'aquest monument · Carregueu una nova foto d'aquest monument                                              |
| Cal Rabassó                                                           | BCIL 2000    | Eclecticisme XIX-XX                        | El Vendrell Pl. Nova, 6                                   | 41° 13′ 17″ N, 1° 32′ 03″ E / 41.2215°N,1.53429°E    | IPA-5450      | Cal Rabassó (el Vendrell) · Vegeu més fotos d'aquest monument · Carregueu una nova foto d'aquest monument                                             |
| Ca l'Aleu                                                             |              | Noucentisme XX (1914)                      | El Vendrell Pl. Nova, 15                                  | 41° 13′ 18″ N, 1° 32′ 06″ E / 41.22169°N,1.53493°E   | IPA-5451      | Ca l'Aleu (el Vendrell) · Vegeu més fotos d'aquest monument · Carregueu una nova foto d'aquest monument                                               |
| Farmàcia Magriñá                                                      |              | Obra popular XIX                           | El Vendrell C. Alt                                        | 41° 13′ 16″ N, 1° 32′ 06″ E / 41.22125°N,1.53493°E   | IPA-5452      | Farmàcia Magriñá (el Vendrell) · Vegeu més fotos d'aquest monument · Carregueu una nova foto d'aquest monument                                        |
| Fornícula de Santa Anna                                               |              | Obra popular XIX                           | El Vendrell C. Santa Anna, 37                             | 41° 13′ 23″ N, 1° 32′ 01″ E / 41.22306°N,1.53352°E   | IPA-5454      | Fornícula de Santa Anna (el Vendrell) · Vegeu més fotos d'aquest monument · Carregueu una nova foto d'aquest monument                                 |
| Capella de Fàtima                                                     | BCIL 2000    | Obra popular XVIII                         | El Vendrell C. de la Pau, 12                              | 41° 13′ 22″ N, 1° 32′ 05″ E / 41.22286°N,1.53465°E   | IPA-5455      | Capella de Fàtima (el Vendrell) · Vegeu més fotos d'aquest monument · Carregueu una nova foto d'aquest monument                                       |
| Font pública                                                          |              | Neoclassicisme XIX                         | El Vendrell C. de l'Escorxador                            |                                                      | IPA-5456      | Carregueu una nova foto d'aquest monument |
| Ca l'Amadeo, casa al carrer de Sant Magí, 62                          |              | Noucentisme XX Inici                       | El Vendrell C. de Sant Magí, 62                           | 41° 13′ 24″ N, 1° 32′ 05″ E / 41.22341°N,1.53483°E   | IPA-5457      | Ca l'Amadeo (el Vendrell) · Vegeu més fotos d'aquest monument · Carregueu una nova foto d'aquest monument                                             |
| Cal Maginet                                                           |              | Eclecticisme XIX Final                     | El Vendrell C. Orient, 1                                  | 41° 13′ 12″ N, 1° 32′ 10″ E / 41.22005°N,1.536°E     | IPA-5458      | Cal Maginet (el Vendrell) · Vegeu més fotos d'aquest monument · Carregueu una nova foto d'aquest monument                                             |
| Casa a la plaça Francesc Macià, 1                                     |              | Eclecticisme XIX-XX                        | El Vendrell Pl. Francesc Macià, 1                         | 41° 13′ 12″ N, 1° 32′ 09″ E / 41.21988°N,1.53597°E   | IPA-5459      | Casa a la plaça Francesc Macià, 1 (el Vendrell) · Vegeu més fotos d'aquest monument · Carregueu una nova foto d'aquest monument                       |
| Casa al carrer Prat de la Riba, 6                                     |              | Noucentisme XX Inici                       | El Vendrell C. Prat de la Riba, 6                         | 41° 13′ 14″ N, 1° 32′ 09″ E / 41.22063°N,1.53571°E   | IPA-5460      | Casa al carrer Prat de la Riba, 6 (el Vendrell) · Vegeu més fotos d'aquest monument · Carregueu una nova foto d'aquest monument                       |
| Casa al carrer Prat de la Riba i Baixada de Sant Miquel               | BCIL 2001    | Noucentisme XX (1917)                      | El Vendrell C. Prat de la Riba - Baixada de Sant Miquel   | 41° 13′ 15″ N, 1° 32′ 08″ E / 41.22087°N,1.53569°E   | IPA-5461      | Casa al carrer Prat de la Riba i Baixada de Sant Miquel (el Vendrell) · Vegeu més fotos d'aquest monument · Carregueu una nova foto d'aquest monument |
| Casa al carrer Prat de la Riba, 2                                     |              | Eclecticisme XIX Final                     | El Vendrell C. Prat de la Riba - ctra. del Dr. Robert     | 41° 13′ 15″ N, 1° 32′ 09″ E / 41.22088°N,1.53591°E   | IPA-5462      | Casa al carrer Prat de la Riba, 2 (el Vendrell) · Vegeu més fotos d'aquest monument · Carregueu una nova foto d'aquest monument                       |
| Cal Palau                                                             |              | Obra popular, noucentisme XVIII-XX         | El Vendrell C. dels Cafès, 15                             | 41° 13′ 17″ N, 1° 32′ 08″ E / 41.22139°N,1.53567°E   | IPA-5463      | Cal Palau (el Vendrell) · Vegeu més fotos d'aquest monument · Carregueu una nova foto d'aquest monument                                               |
| Casa a la carretera del Dr. Robert, 6                                 |              | Modernisme XX Inici                        | El Vendrell Ctra. del Dr. Robert, 6                       | 41° 13′ 15″ N, 1° 32′ 10″ E / 41.22096°N,1.53603°E   | IPA-5464      | Casa a la carretera del Dr. Robert, 6 (el Vendrell) · Vegeu més fotos d'aquest monument · Carregueu una nova foto d'aquest monument                   |
| Cal Gibert, o Villa Teresa                                            |              | Eclecticisme XIX                           | El Vendrell Ctra. del Dr. Robert, 55                      | 41° 13′ 21″ N, 1° 32′ 20″ E / 41.222419°N,1.538914°E | IPA-5465      | Cal Gibert (el Vendrell) · Vegeu més fotos d'aquest monument · Carregueu una nova foto d'aquest monument                                              |
| Biblioteca Popular                                                    | BCIL 2000    | Noucentisme Ramon Puig i Gairalt XX (1917) | El Vendrell La Rambla, 18                                 | 41° 13′ 14″ N, 1° 32′ 14″ E / 41.22067°N,1.53729°E   | IPA-5466      | Biblioteca Popular (el Vendrell) · Vegeu més fotos d'aquest monument · Carregueu una nova foto d'aquest monument                                      |
| Col·legi Sagrat Cor, Col·legi de les Carmelites Misioneres Terciàries | BCIL 2000    | Eclecticisme XIX                           | El Vendrell Ctra. de Valls, 26                            | 41° 13′ 25″ N, 1° 32′ 14″ E / 41.22359°N,1.53711°E   | IPA-5467      | Col·legi Sagrat Cor (el Vendrell) · Vegeu més fotos d'aquest monument · Carregueu una nova foto d'aquest monument                                     |
| Hospital de Sant Salvador                                             | BCIL 2000    | Eclecticisme XIX (1880)                    | El Vendrell Ctra. de Santa Oliva, 27-35                   | 41° 13′ 32″ N, 1° 32′ 17″ E / 41.22557°N,1.53792°E   | IPA-5468      | L'Hospital (el Vendrell) · Vegeu més fotos d'aquest monument · Carregueu una nova foto d'aquest monument                                              |
| Estació del ferrocarril                                               | BCIL 2000    | Monumentalisme academicista XX             | El Vendrell C. Jaume Carner, 20 - Rambla                  | 41° 13′ 16″ N, 1° 32′ 16″ E / 41.22109°N,1.53781°E   | IPA-5471      | Estació del ferrocarril (el Vendrell) · Vegeu més fotos d'aquest monument · Carregueu una nova foto d'aquest monument                                 |
| Casa Mumbrú                                                           |              | Modernisme XIX-XX                          | El Vendrell Pl. Nova, 3                                   | 41° 13′ 17″ N, 1° 32′ 05″ E / 41.22132°N,1.5346°E    | IPA-5472      | Casa Mumbrú (el Vendrell) · Vegeu més fotos d'aquest monument · Carregueu una nova foto d'aquest monument                                             |
| Cal Parera                                                            |              | Modernisme XX Mitjan                       | El Vendrell Ctra. Dr. Robert, 4                           | 41° 13′ 15″ N, 1° 32′ 10″ E / 41.22089°N,1.53601°E   | IPA-5473      | Cal Parera (el Vendrell) · Vegeu més fotos d'aquest monument · Carregueu una nova foto d'aquest monument                                              |
| Església parroquial de Sant Ramon                                     | BCIL 2000    | Obra popular XX (1957)                     | El Vendrell C. Nostra Senyora de Montserrat, 2, Coma-ruga | 41° 10′ 55″ N, 1° 31′ 12″ E / 41.18204°N,1.52003°E   | IPA-5475      | Església parroquial de Sant Ramon (el Vendrell) · Vegeu més fotos d'aquest monument · Carregueu una nova foto d'aquest monument                       |
| L'Estany de Coma-ruga                                                 |              | Noucentisme XX                             | El Vendrell Barri marítim de Coma-ruga                    | 41° 10′ 53″ N, 1° 31′ 25″ E / 41.18129°N,1.52372°E   | IPA-5477      | L'Estany de Coma-ruga (el Vendrell) · Vegeu més fotos d'aquest monument · Carregueu una nova foto d'aquest monument                                   |
| Vil·la Buenaventura                                                   | BCIL 2014    | Noucentisme XX (1933)                      | El Vendrell Pg. Marítim, 35, Coma-ruga                    | 41° 10′ 50″ N, 1° 31′ 22″ E / 41.1806°N,1.5227°E     | IPA-5478      | Vil·la Buenaventura (el Vendrell) · Vegeu més fotos d'aquest monument · Carregueu una nova foto d'aquest monument                                     |
| Monument als Castellers                                               |              | XX                                         | El Vendrell Ctra. N-340                                   | 41° 12′ 50″ N, 1° 32′ 06″ E / 41.21376°N,1.53502°E   | IPA-5479      | Monument als Castellers (el Vendrell) · Vegeu més fotos d'aquest monument · Carregueu una nova foto d'aquest monument                                 |
| Ermita de Sant Salvador                                               | BCIL 2000    | Obra popular                               | El Vendrell Sant Salvador                                 | 41° 11′ 07″ N, 1° 32′ 40″ E / 41.185278°N,1.544444°E | IPA-5481      | Ermita de Sant Salvador (el Vendrell) · Vegeu més fotos d'aquest monument · Carregueu una nova foto d'aquest monument                                 |
| Sanatori Marítim Antituberculós de Sant Joan de Déu                   | BCIL 1996    | Noucentisme XX (1929)                      | El Vendrell Av. del Sanatori, 1, Sant Salvador            | 41° 11′ 00″ N, 1° 32′ 17″ E / 41.183259°N,1.537939°E | IPA-5482      | Sanatori Marítim Antituberculós de Sant Joan de Déu (el Vendrell) · Vegeu més fotos d'aquest monument · Carregueu una nova foto d'aquest monument     |
| Auditori Pau Casals                                                   | BCIL 2000    | Darreres tendències XX                     | El Vendrell Av. Palfuriana, 52, Sant Salvador             | 41° 11′ 02″ N, 1° 32′ 27″ E / 41.1839°N,1.54093°E    | IPA-5484      | Auditori Pau Casals (el Vendrell) · Vegeu més fotos d'aquest monument · Carregueu una nova foto d'aquest monument                                     |
| Vil·la Casals, Museu Pau Casals                                       | BCIL 2020    | Noucentisme XX                             | El Vendrell Via Palfuriana, 14, Sant Salvador             | 41° 11′ 00″ N, 1° 32′ 28″ E / 41.18333°N,1.54108°E   | IPA-5485      | Vil·la Casals (el Vendrell) · Vegeu més fotos d'aquest monument · Carregueu una nova foto d'aquest monument                                           |
| Església parroquial de Sant Vicenç de Calders                         | BCIL 2000    | Barroc XVIII (1790)                        | El Vendrell Pl. Església, 1, Sant Vicenç de Calders       | 41° 12′ 12″ N, 1° 30′ 55″ E / 41.20346°N,1.51525°E   | IPA-5496      | Església parroquial de Sant Vicenç de Calders (el Vendrell) · Vegeu més fotos d'aquest monument · Carregueu una nova foto d'aquest monument           |
| Cal Borrut                                                            |              | Obra popular                               | El Vendrell Sant Vicenç de Calders                        | 41° 12′ 13″ N, 1° 30′ 56″ E / 41.20353°N,1.5155°E    | IPA-5499      | Cal Borrut (el Vendrell) · Vegeu més fotos d'aquest monument · Carregueu una nova foto d'aquest monument                                              |
| Banc Central, Antic Banc Comercial de Tarragona                       | BCIL 2007    | Noucentisme Alfons Barba Miracle XX (1925) | El Vendrell C. Doctor Robert, 1-3                         | 41° 13′ 17″ N, 1° 32′ 12″ E / 41.2214°N,1.53653°E    | IPA-37303     | Banc Central (el Vendrell) · Vegeu més fotos d'aquest monument · Carregueu una nova foto d'aquest monument                                            |
| Cementiri del Vendrell                                                | BCIL 2000    |                                            | El Vendrell Ctra. de Calafell                             | 41° 13′ 07″ N, 1° 32′ 36″ E / 41.218624°N,1.543472°E | IPA-39938     | Cementiri del Vendrell · Vegeu més fotos d'aquest monument · Carregueu una nova foto d'aquest monument                                                |
| Cementiri de Sant Vicenç de Calders                                   | BCIL 2000    |                                            | El Vendrell Ctra. de Sant Vicenç                          | 41° 12′ 24″ N, 1° 30′ 59″ E / 41.206570°N,1.516315°E | IPA-39949     | Cementiri de Sant Vicenç de Calders (el Vendrell) · Vegeu més fotos d'aquest monument · Carregueu una nova foto d'aquest monument                     |
| Caseta de Ca la Miquela                                               | BCIL 2000    | XX (ca. 1920)                              | El Vendrell Camí de Tomoví, 4                             | 41° 13′ 28″ N, 1° 32′ 13″ E / 41.224392°N,1.536970°E | IPA-39950     | Caseta de Ca la Miquela (el Vendrell) · Vegeu més fotos d'aquest monument · Carregueu una nova foto d'aquest monument                                 |
| Sindicat Cooperatiu, Cooperativa Agrícola El Vendrell                 | BCIL 2000    | Modernisme Cèsar Martinell XX (1911)       | El Vendrell Ctra. de Valls, 15                            | 41° 13′ 24″ N, 1° 32′ 14″ E / 41.223240°N,1.537214°E | IPA-39951     | Sindicat Cooperatiu (el Vendrell) · Vegeu més fotos d'aquest monument · Carregueu una nova foto d'aquest monument                                     |
| Casa Benvingut Socias                                                 | BCIL 2010    | Eclecticisme XIX Final                     | El Vendrell Av. Tancat de la Plana, 24 - c. Pau Casals    | 41° 13′ 11″ N, 1° 31′ 48″ E / 41.219802°N,1.529966°E | IPA-40012     | Casa Benvingut Socias (el Vendrell) · Vegeu més fotos d'aquest monument · Carregueu una nova foto d'aquest monument                                   |